# BL 18吋Mk I後裝艦炮
BL 18吋Mk I後裝艦炮（英語：Ordnance BL 18 inch gun Mk I）是在第一次世界大战期間推出、由英國皇家海軍所使用的艦載後膛裝填線膛式主炮。它是英國有史以來最龐大、最沉重的火炮。只有第二次世界大战當中，日本所用45倍口徑九四式40公分炮更大，為18.1英寸（460毫米），但英式砲彈更重。該艦炮是BL 15吋Mk I艦炮的放大版本，專為搭載於激情號“大型輕巡洋艦”（战列巡洋舰的一種形態）而設計。其炮管長度僅為60尺，只有40倍徑，略微限制了其炮口的速度。
BL 18吋Mk I後裝艦炮只生產了三門，但在將它倆從激情號移除並且轉裝給克萊夫勳爵級浅水重炮舰沃爾夫將軍號和克萊夫勳爵號以執行海岸炮轟任務之前，並無對象見證該艦炮在激情號以上的戰鬥。直到戰爭結束以前，在戰鬥行動中只發射了85發炮彈。三門都在1920年退役，並且充當了進行堇青石測試的驗證炮。1933年有兩門被廢棄，最後一門倖存下來直到1947年才被廢棄。

## 設計和研發
BL 18吋艦炮有著來自費舍爾皇家海軍元帥兼第一海軍大臣的淵源，他堅持要在盡可能最快的艦隻以上搭載盡可能最大的艦炮。他構想了所謂的“大型輕巡洋艦”，它搭載了四門15英寸（381.00）艦炮，而做就的產物是勇敢级战列巡洋舰；但他還希望她們的半姊妹舰激情號搭載更龐大的艦炮。而埃爾斯威克軍械公司是當時唯一一間能夠製造如此的龐大的艦炮的公司，並於1915年開始了其設計工作。為了掩飾其實際尺寸，以及誤判為已經在服役的15吋Mk I的設計的衍生型，它被命名為“15吋B型”。
該艦炮及其後膛機構的總重量為149長噸（151.39公噸），幾乎比15吋艦炮的100長噸（101.60公噸）要加重了一半。它安裝在衍生自雙聯15吋Mark I/N型砲塔的單裝砲塔（也被命名為15吋B型）以內。激情號的炮座可以容納任何一款砲塔，以防止因18吋主砲的研發出現問題而導致全艦陷於無用武之地。該艦炮可俯壓至最低-3°和仰抬至最大30°。為該艦炮而研發的彈藥自然是針對激情號的反艦炮彈，它以2,270英尺每秒（691.90每秒）的炮口初速向距離達到28,900碼（26,426.16）的目標發射一枚重達3,320磅（1,505.93），4厘升被帽穿甲彈（APC）。它的射速為1發炮彈／分鐘。該砲塔的旋轉質量為826長噸（839.25公噸），僅比其前型的810長噸（823.00公噸）略多2％。
然而事實證明，這門艦炮對於激情號的輕型船體而言實在過強了，並且在試驗當中表明，該艦隻無法承受擊發膛壓以後，在1917年將它倆在轉移至其他用途。多佛巡邏隊司令雷金納德·培根爵士海軍上將構想了一項計劃，將兩門艦炮架設在威斯田德皇宮酒店的外殼以內，使得他們可以從那裡炮轟泽布吕赫和布魯日的海軍設施，但前提是該酒店需要在即將到來的帕森达勒战役當中得以佔領。他計劃將艦炮綁在重炮艦的防雷鼓包以上，以實現經英吉利海峡的運輸。他還認為，它們可以裝在重炮艦的甲板以上使用，因此為該艦炮設計了一款高平兩用炮架，使得它既可以在海上使用，也可以在岸上使用。任何一邊的用途都只需要進行少量的迴旋，但是必須將仰角抬高至45°才能將射程最大化。該概念於1917年9月23日獲得批准，埃爾斯威克被要求設計新型的“ B CD”炮架，並且在五個月以內交付。
最初的陸上使用概念涉及一座特殊的升降滑軌，該滑軌可以向兩側轉動6°。彈藥的搬運、抬高和夯擊都需要通過液壓泵來完成，但是後膛卻是手動完成。該艦炮會架設在由草皮所覆蓋的混凝土圓頂當中，並附有用於炮管的炮門。然後盡可能將該艦炮及其炮架設計為在德國火砲範圍以外進行組裝，然後乘坐特殊設計的車輪沿著一條特殊的宽轨到達戰場。可運輸部分的重量為210長噸（213.37公噸）。

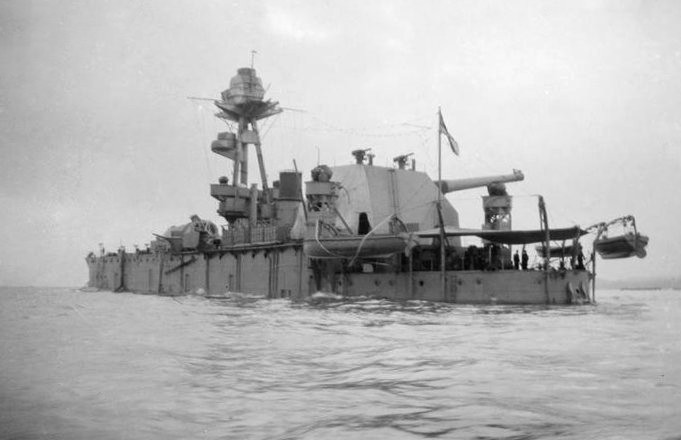
英國皇家海軍所屬的克萊夫勳爵號重炮艦艦尾的視圖，顯示她所裝在固定炮架以上的18吋艦炮，攝於1918年11月。

在英軍未能佔領威斯田德以後，他倆對炮架進行了優化，以可用於重炮艦。它非常簡單，由兩根大樑所組成，每根大樑的兩端連接在一起，而艦炮和其炮架就在它倆之間。該炮架只能在其固定的1⁄2英吋（12.7毫米）炮盾以內橫動10°，並且對準重炮艦的右舷。它以10°的固定角度裝填炮彈，但只能在仰角22°至45°之間開火，以平衡炮架和艦隻的應力。它裝配了液壓式起重機、裝彈托盤、夯錘和後膛機構，以最大程度地減少艦員的工作量，但彈藥各方面卻不得不使用的肌力達成。炮彈被存放在甲板下方，必須通過高架導軌移送到艦炮後甲板以上的艙口，以將其抬起並且裝填艦炮。线状无烟火药收納在煙囪後方前甲板的18座蒸汽加熱式存儲罐當中，然後通過安裝在導軌以上的轉向架移送動艦炮，每次加上兩次六分之一裝藥，這導致大約每3—4分鐘需要將射速降低至大約一發。重炮艦必須進行大規模修改才能使用該艦炮。在艦炮以下必須新增許多額外的支撐結構，以支撐其384長噸（390.16公噸）的重量；兩側必須追加甲板，以容納更多的船員；並且為18吋的砲彈和裝填佈局而重新佈置艦隻內部。

## 服役史

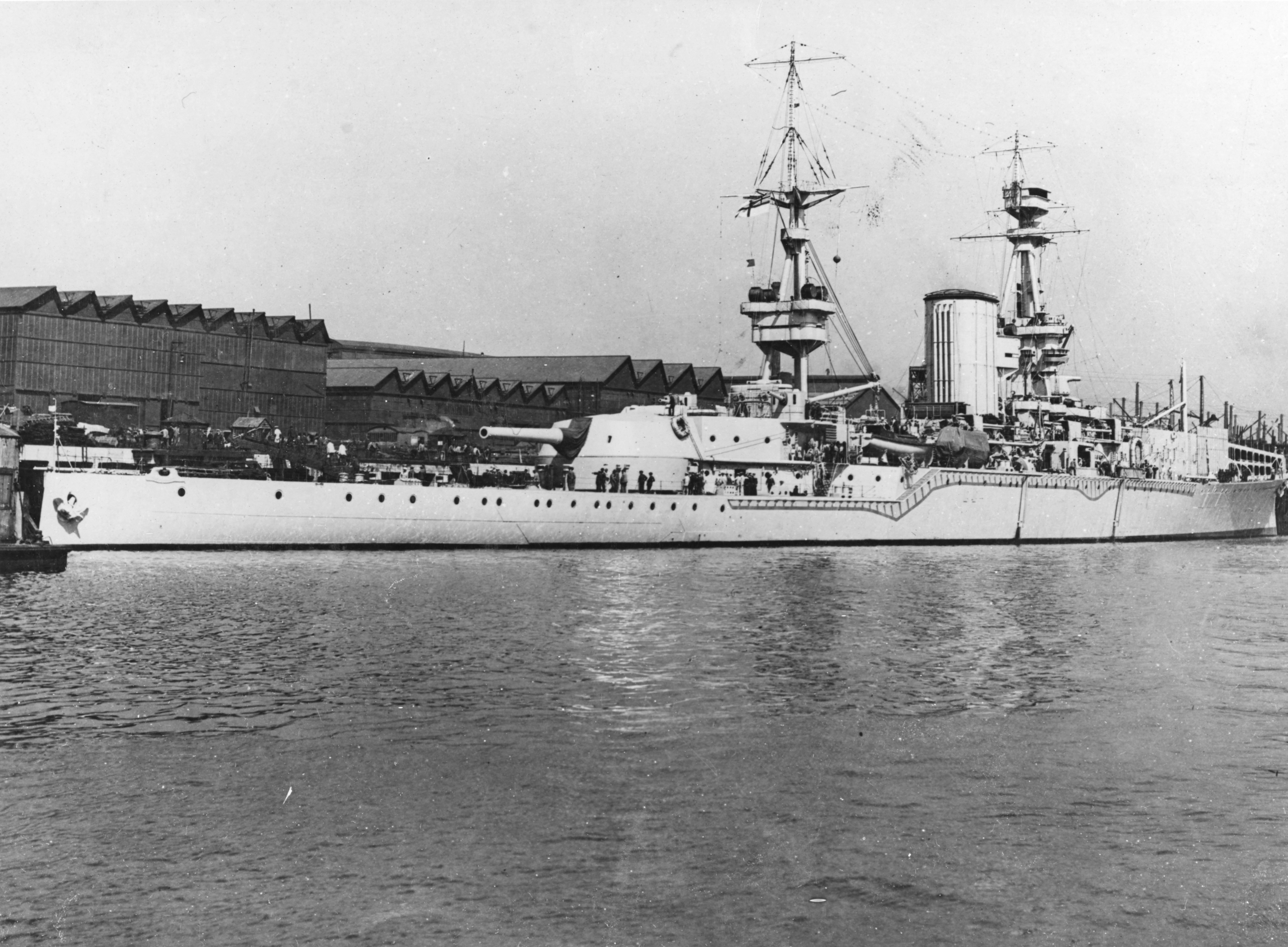
英國皇家海軍所屬的激情號，在艦艏與艦艉各配備一門18吋單裝炮時，攝於1917年。

阿姆斯特朗-惠特沃斯公司總共建造了三門該艦炮，其中兩門搭載於激情號，餘下一門則用作備用。1917年3月，當時的激情號被下令轉換為水上飛機母艦以後，其艦艏炮（炮塔A）在完工以前從她以上移除掉。而在1917年後期，當她要被徹底改裝成為航空母舰時，其艦艉炮（炮塔Y）亦被移除掉。由於新型的“B CD”炮架被推遲，直到1918年6月20日才交付給克萊夫勳爵級浅水重炮舰沃爾夫將軍號使用。7月9日，炮塔A從激情號以上取下來；但是直到8月7日，沃爾夫將軍號才開始准備炮擊試驗。因為龐大的炮架結構佔據了艦隻的輪廓，她被冠以“象堡”的綽號。

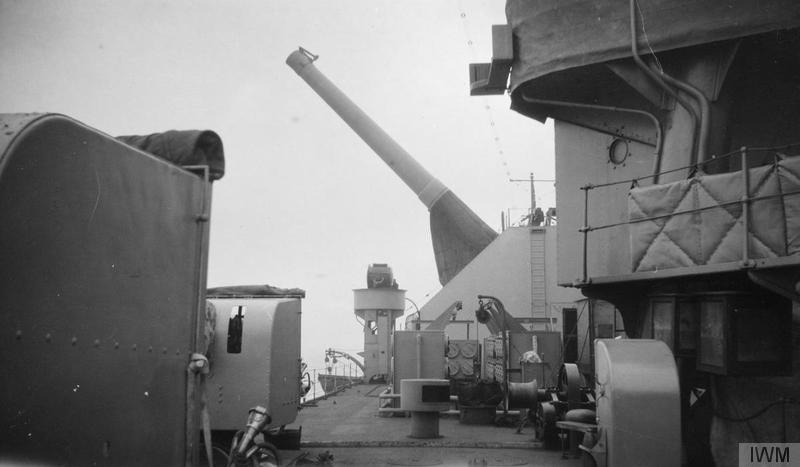
搭載在克萊夫勳爵號以上；1918年11月，她所裝設的BL 18吋艦炮處於全抬高角度時。

在設計全新的炮架的同時，在彈藥方面亦投入了更多的努力，以盡可能延長其射程。使用增壓裝藥，六枚增壓裝藥之一會將重量增至165磅（74.84），使得裝藥總量達到690磅（312.98），並使得沿用4厘升炮彈、仰角抬至+45°時，射程可延長至約36,900碼（33,741.36）。皇家海軍亦訂購了一批新型的8厘升高爆彈，彈頭裝有更長、更薄的風帽，但在戰爭結束前只交付了兩枚。當時激情號配有的500枚被帽穿甲彈和500枚常規尖頭被帽（英語：Common, Pointed, Capped，縮寫：CPC）炮彈庫存當中的一部份獲修改為新型的被帽，亦有可能是戰爭期間唯一使用過的砲彈。
1918年8月15日，沃爾夫將軍號被派遣至多佛巡邏隊；但直到9月28日，當時為了騷擾德國的通訊線路而聚集了大批重炮艦以後，才向任何目標開火。她被艦艏與艦艉所锚定，目標寬闊，難以應付潮汐流動。她向奥斯坦德以南(4英里（6.44）、斯納斯凱克（Snaeskerke）的一座铁路桥發炮，射程達到36,000碼（32,918.40），並且締造出海軍歷史上、迄今為止行動中藉由最大的艦炮、向最遠的距離發射最重的炮彈的紀錄。那天她發射了共52枚炮彈，期間發現18吋艦炮的後座力導致她的淺薄的艦身側移，還導致她翻滾，進而降低了其射速。直到戰爭結束以前，她共發射了81發炮彈。

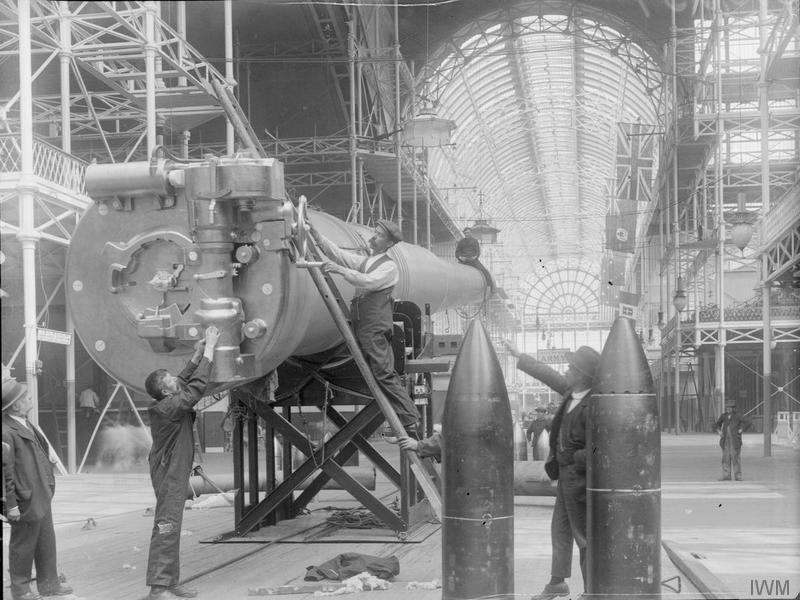
一門艦炮及其砲彈正準備在帝国战争博物馆及大勝利展覽當中展出，攝於1920年倫敦的水晶宮。

第二門艦炮原為激情號的備用炮，以後搭載在克萊夫勳爵號以上；但直到1918年10月13日，她才准備戰鬥。第二天（10月14日），她開了三炮，但其後不得不停火以避免擊中友軍。當下令停火時，還有一發已經上膛，因此她以減少裝藥份量將那發炮彈射向水雷區。兩門火砲總共發射了85發18吋砲彈。在發射了161發有效全裝藥彈炮擊——當中包括105發檢証彈和訓練彈，其中57次為增壓炮擊——以後，測得沃爾夫將軍號所裝的艦炮的磨損約為0.37英寸。這表明該艦炮本台可承受超過300發有效全裝藥彈而且表現良好，可與大多數使用線狀無煙火藥MD（修改型）的英國軍械媲美。
第三門、來自激情號的炮塔Y（艦艉炮）的艦炮，是為英國皇家海軍所屬的尤金親王號所準備，而該重炮艦經過了改裝以後可以在當年稍早的時候搭載；儘管該重炮艦受命駛往朴茨茅斯並計劃在10月19日搭載它，但就在搭載以前、戰爭就結束了。1920年12月，該艦炮又從該重炮艦以上移除掉。激情號炮塔Y的1號炮被縮膛為16英寸（406.40）內膛，以用作BL 16吋Mk I艦炮的線狀無煙火藥檢証測試，旨在用於已取消建造的G3級戰列巡洋艦，以及納爾遜級戰列艦。它一直使用到1942年，並於1947年才報廢。另外兩門艦炮則分別在泰晤士河口的舒伯里内斯和揚特利特砲兵營用於類似的功用；然後他倆早在1933年就被廢棄。
其中一座炮座倖存下來，並且被用以搭載英王佐治五世號戰列艦的備用14吋Mk VII後裝海軍炮。1940年，它設在多佛尔的附近，並參考小熊維尼的名字而將整組炮台命名為“維尼”（Pooh）。

## 改進型
一種改進型武器，BL 18吋Mk II（Mark II）專為复仇级的次型：N3級戰列艦而設計。N3級是歷經一戰以後，皇家海軍在意識到其主力艦的優勢已日漸遭到削弱後，著手發展更多新型設計之一。
埃爾斯威克、維克斯和皇家火炮廠都收到要求，針對18吋（457毫米）45倍徑艦炮，提出基於三種新的建造方法的議案。首先是使用全新的錐度纏繞工藝的全長絲緊結構火炮，第二種是用於局部長度的絲緊結構火炮，第三個是使用相對地較長的炮管的“無絲緊”式火炮。這些公司總共向軍械委員會提交了30多個設計方案，該委員會從皇家火炮廠當中選出了三份建議書，而每種建造方法都一份，以供進一步開發。1920年12月22日，已下達這些設計的訂單的局部絲緊火炮（稱為5號）被送往維克斯，而“無絲緊”式火炮（稱為6號）則送往埃爾斯維克。1921年1月20日，位於伍利奇的皇家火炮廠廠收到了全長錐度纏繞工藝火炮的訂單（稱為4號；序列號1、2和3的火炮已分配給舊型的18吋（457毫米）40倍徑Mk I艦炮）。這時有提議增添一門根據克虏伯的製造技術生產的火炮，其中包括使用短管和精確的收縮過程，但該火炮版本並沒有獲訂購。出於保密目的，所有這些火炮都被稱為“16吋（406毫米）50倍徑”武器。
4號火炮的結構與18吋（457毫米）40倍徑Mk I艦炮相似，但採用的是錐形絲緊。5號火砲的內部A、A和B管將無絲緊處理，並且火炮以上其餘部分的也不會被錐形絲緊處理。6號火砲的內部A、A和B管都將作該處理，從後部接著B管的是C管，並且以護套包覆。全數三門火炮都將配備埃爾斯威克短臂式後膛機構。
這種18吋艦炮可發射重達2,916磅（1,322.68）的炮彈；一旦完成，將會是英國軍艦以上有史以來最強大的武器。然而，由於新型戰艦的造價不斐為國力受創甚深的英國所難以承擔、研製中的BL 16吋Mk I艦炮遇到了可靠性、爆炸性、炮彈過輕、槍管磨損等實際問題，加上隨後的《華盛頓裁軍條約》而被一併中止。

## 流行文化
BL 18吋Mk I後裝艦炮的改型：18吋Mk II後裝艦炮在2015年戰遊網大型多人在线角色扮演射击游戏《戰艦世界》當中的多次更新以後，以雙聯裝砲塔之姿將四座搭載於其加值系架空战列舰雷神號以上，還有以三連裝砲塔之姿將三座搭載於其修改自I3战列巡洋舰計劃的銀幣系艦船聖•文森特號以上。

## 資料來源
1. ↑  Hodges, p. 83
2. ↑  Burt, p. 308
3. 1 2  Buxton, p. 225
4. 1 2  . www.navweaps.com.   [4 June 2016]. （原始内容存档于2016-08-12）.
5. ↑  Buxton, pp. 225–26
6. ↑  Hodges, pp. 81–82
7. ↑  Buxton, pp. 73–74, 226–27
8. ↑  Buxton, p. 73
9. ↑  Buxton, p. 227
10. ↑  Buxton, pp. 66–67
11. ↑  Buxton, p. 66-68
12. ↑  Buxton, pp. 67–68, 227
13. ↑  Buxton, p. 227-228
14. ↑  Buxton, pp. 68, 74, 227–28
15. ↑  Buxton, p. 228
16. ↑  .   [2020-09-22]. （原始内容存档于2020-11-11）.

## 外部連結
- （英文）—page from Nav weapons.com（页面存档备份，存于）